# Beethoven's 2nd
Beethoven 2: la familia crece (Beethoven's 2nd) es una película de 1993, secuela de Beethoven (1992), que narra como Beethoven encuentra el amor. En esta secuela volvieron a sus respectivos papeles Charles Grodin, Bonnie Hunt, Dean Jones, Nicholle Tom, Sarah Rose Karr y Christopher Castile, y la participación antagónica de Debi Mazar y Chris Penn.

## Sinopsis
Beethoven sigue viviendo su placentera vida con los Newton, y un día, en uno de sus paseos, se topa con Missy (Mina en Latinoamérica) una preciosa San Bernardo hembra muy coqueta, con quién tendrá una historia de amor, que continuará con el tiempo y que dará parte a cuatro hermosos cachorros. Pero cuando la malvada dueña de la perra llamada Regina se la lleva con ella y su novio Floyd al campo, ambos perros se separan, y entonces, los tres niños Newton: Ryce (Nicholle Tom), de 15 años (Laura en Latinoamérica), Ted (Christopher Castile), de 11 años y Emily (Sarah Rose Karr), de 7 años, cuidarán de los perros lo más que puedan y cuando George, el padre de familia, decide tomarse vacaciones, lleva a su familia (incluyendo a Beethoven y los cachorros) por cuatro días a una casa en el campo en vísperas del 4 de julio. Allí empiezan los enredos cuando Beethoven se reencuentre con Missy. Finalmente Brillo, exesposo de Regina queda con la custodia de Missy y ambos visitan a los Newton, donde ven a sus cachorros ya crecidos.

## Reparto
- Charles Grodin es George Newton.
- Bonnie Hunt es Alice Newton.
- Nicholle Tom es Ryce Newton.
- Christopher Castile es Ted Newton.
- Sarah Rose Karr es Emily Newton.
- Debi Mazar es Regina.
- Chris Penn es Floyd.
- Ashley Hamilton es Taylor Devereaux.
- Danny Masterson es Seth.
- Catherine Reitman es Janie.
- Maury Chaykin es Cliff Klamath.
- Heather McComb es Michelle.
- Felix Heathcombe es Percy Pennypacker.
- Scott Waara es Banker.
- Jeff Corey es Gus, el conserje.
- Virginia Capers es Miss Linda Anderson.
- Jordan Bond es Jordan, el repartidor del periódico.
- Pat Jankiewicz es Arthur Lewis.
- Damien Rapp es Teen Heckler.
- Kevin Dunn es Brillo (desacreditado).

### Doblaje -España
| Personaje     | Actor original      | Actor de doblaje     |
| ------------- | ------------------- | -------------------- |
| George Newton | Charles Grodin      | Antonio García Moral |
| Alice Newton  | Bonnie Hunt         | Rosa María Hernández |
| Ted Newton    | Christopher Castile | Ana Pallejá          |
| Emily Newton  | Sarah Rose Karr     | Graciela Molina      |
| Ryce Newton   | Nicholle Tom        | Bélen Roca           |
| Regina        | Debi Mazar          | Concha García Valero |
| Floyd         | Chris Penn          | Rafael Calvo         |
| Taylor        | Ashley Hamilton     | Ángel del Gracia     |

### Doblaje -México
| Personaje     | Actor original  | Actor de doblaje      |
| ------------- | --------------- | --------------------- |
| George Newton | Charles Grodin  | Alejandro Vargas Lugo |
| Flavio        | Chris Penn      | Jorge Ornelas         |
| Gus           | Jeff Corey      | Rubén Moya            |
| Seth          | Danny Masterson | Carlos Hugo Hidalgo   |
| Insertos      | N/A             | Rubén Moya            |

- Datos: Q1306317